# Olesja Alexandrowna Forschewa

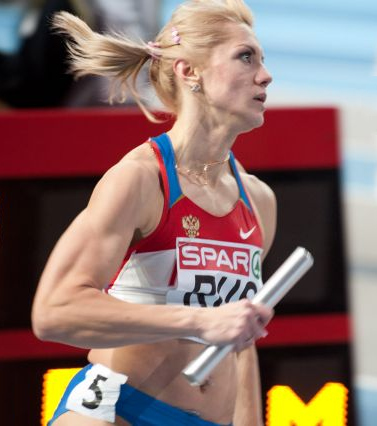
Forschewa bei den Halleneuropameisterschaften 2011

Olesja Alexandrowna Forschewa, russisch Олеся Александровна Форшева, engl. Transkription Olesya Forsheva, geb. Красномовец – Krasnomowez – Krasnomovets, (* 8. Juli 1979 in Nischni Tagil) ist eine russische Sprinterin, deren Spezialstrecke der 400-Meter-Lauf ist.
2004 gewann sie Silber bei den Hallenweltmeisterschaften in Budapest und mit der russischen 4-mal-400-Meter-Staffel Bronze bei den Olympischen Spielen in Athen.
2005 folgte bei den Weltmeisterschaften in Helsinki Staffelgold, und 2006 holte sie Silber bei den Halleneuropameisterschaften und Gold bei den Hallenweltmeisterschaften in Moskau.
Olesja Forschewa hat bei einer Größe von 1,72 m ein Wettkampfgewicht von 59 kg. Sie ist seit dem Herbst 2005 mit dem russischen 400-Meter-Läufer Dmitri Forschew verheiratet.

## Bestzeiten
- 200 m: 23,09 s (2005)
- 400 m: 50,19 s (2004) 
  - Halle: 50,04 s (2006)